# 마법의 요정 페르샤
마법의 요정 페르샤(魔法の妖精ペルシャ)는 스튜디오 피에로의 마법 소녀물 중 하나로 1984년 방영된 애니메이션으로, 스튜디오 피에로의 마법 소녀물 중에서 유일하게 원작이 있는 작품이다. 
한국어 더빙판은 1985년 5월 9일부터 매주 목요일 6시 45분에 KBS-2TV에서 '샛별공주'라는 제목으로 방영되기 시작했으며, 1985년 11월 8일부터 매주 금요일 저녁 6시 40분으로 방송시간이 변경되어 1986년 2월 28일에 종영되었다. 
1990년에는 '핑크요정 페루샤'라는 제목으로 재더빙한 비디오가 출시가 되었고, 2007년 9월부터 케이블TV 방송국인 앨리스TV에서 KBS판을 재방영 한 바 있다.

## 줄거리
11세의 페르시아는 표범 피부만을 쓰는 아프리카의 세렝게티 평원에서 동물들과 함께 자란 정력적이고 충성스러운 어린 소녀이다. 

## 개요
- 변신을 통해 힘들어 하는 다른 사람들을 도와준다는 설정은 당시 마법소녀물이 표방하고 있던 따뜻한 스토리와도 결부된다.
- 슈에이샤(集英社)의 소녀 대상 만화 잡지 '주간 마가레트'에서 연재되던 아오누마 타카코의 만화 '페르샤가 좋아(ペルシャがすき!)'라는 작품이 원안으로 존재한다.
- 원작인 '페르샤가 좋아'는 '타잔'의 패러디 성격을 띤 코미디 작품으로 변신소녀 장르의 애니인 <마법의 요정 페르샤>와 달리 마법에 관련된 내용은 전혀 존재하지 않는다.

## 주제가
- 1OP. 〈모르는 나라의 트립퍼(見知らぬ国のトリッパー)〉 노래 : 오카모토 마이코(岡本 舞子)
- 2OP. 〈치장하지 말아요(おしゃれめさるな)〉 노래 : MIMA
- 1ED. 〈러블리 드림(ラブリードリーム)〉 노래 : 오카모토 마이코
- 2ED. 〈너무 좋아해 심바(だいすきシンバ)〉 노래 : 토미나가 미이나(冨永 みいな)

## 방영 리스트
| 회차     | 회차 | 부제                                        | 본 방송일      | 본 방송일       |
| 대한민국 | 일본 | 부제                                        | 일본           | 대한민국        |
| -------- | ---- | ------------------------------------------- | -------------- | --------------- |
| 1화      | 1화  | 사랑의 요술봉 (迷いこんだ夢の国)            | 1984년 7월 6일 | 1985년 5월 9일  |
| 2화      | 2화  | 고양이로 변한 사자 (猫になったライオン)     | 7월 13일       | 5월 16일        |
| 3화      | 5화  | 여자 레슬링 선수 (必殺!チャンピオン)        | 8월 3일        | 5월 23일        |
| 4화      | 6화  | 소녀와 돌고래 (真珠貝のロマンス)            | 8월 10일       | 5월 30일        |
| 5화      | 7화  | 여자 스턴트맨 (逃げてきたアイドル)          | 8월 17일       | 6월 6일         |
| 6화      | 8화  | 여자가 된 준호 (大変!学が女の子に)          | 8월 24일       | 6월 13일        |
| 7화      | 9화  | 사자친구, 고양이 (初恋猫ニャンニャン)       | 8월 31일       | 6월 20일        |
| 8화      | 11화 | 욕심많은 아이 (夢の扉をあけて…)             | 9월 14일       | 6월 27일        |
| 9화      | 12화 | 여섯쌍둥이 소동 (六ッ子ちゃん大行進)        | 9월 21일       | 7월 4일         |
| 10화     | 15화 | 학교운동회 (炎の町内ランナー)               | 10월 12일      | 7월 11일        |
| 11화     | 13화 | 오토바이 경주 (対決!モトクロス)             | 9월 28일       | 7월 18일        |
| 12화     | 16화 | 장난꾸러기 사장님 (オモチャじかけの館)      | 10월 19일      | 8월 1일         |
| 13화     | 17화 | 재미있는 집보기 (危険なおるすばん)          | 10월 26일      | 8월 8일         |
| 14화     | 18화 | 쌍둥이형제의 싸움 (ケンカはやめて!)         | 11월 2일       | 8월 15일        |
| 15화     | 22화 | 마술상자의 비밀 (港祭りのハプニング)        | 11월 30일      | 8월 22일        |
| 16화     | 19화 | 작곡가의 꿈 (ペルシャが2人!)                | 11월 9일       | 8월 29일        |
| 17화     | 20화 | 쓸 수 없는 마법 (魔法が使えない!)           | 11월 16일      | 9월 5일         |
| 18화     | 21화 | 얼어붙은 영호와 준호 (凍りついた学と力)     | 11월 23일      | 9월 12일        |
| 19화     | 23화 | 유리가 짠 스웨터 (1부) (ぬけだした雪の精)   | 12월 7일       | 9월 19일        |
| 20화     | 24화 | 유리가 짠 스웨터 (2부) (あみかけのセーター) | 12월 14일      | 9월 26일        |
| 21화     | 25화 | 산타클로스가 된 샛별 (夜八時のサンタさん)   | 12월 21일      | 10월 3일        |
| 22화     | 26화 | 겨울의 사자축제 (真冬のライオン祭)          | 12월 28일      | 10월 10일       |
| 23화     | 27화 | 컴퓨터 짝짓기 (恋のパソコン占い)            | 1985년 1월 4일 | 10월 17일       |
| 24화     | 28화 | 장미의 향기 (吸血鬼はバラの香り)            | 1월 11일       | 10월 24일       |
| 25화     | 29화 | 아빠 학교 오시는 날 (参観日はキライ!)       | 1월 18일       | 10월 31일       |
| 26화     | 30화 | 숲속의 백설공주 (ふしぎの森の白雪姫)        | 1월 25일       | 11월 8일        |
| 27화     | 31화 | 스키장의 요정 (こわれたバトン)              | 2월 1일        | 11월 15일       |
| 28화     | 32화 | 사랑의 축제일 (冷いバレンタイン)            | 2월 8일        | 11월 22일       |
| 29화     | 34화 | 천사의 날개 (天使のように美しく)            | 2월 22일       | 11월 29일       |
| 30화     | 35화 | 사진 촬영대회 (激突!フォーカス合戦)         | 3월 1일        | 12월 6일        |
| 31화     | 36화 | 빛나는 스케이트 (きらめく氷の上で)          | 3월 8일        | 12월 13일       |
| 32화     | 39화 | 과학 박람회 (科学博カッパ騒動)              | 3월 29일       | 12월 20일       |
| 33화     | 38화 | 침묵하기는 싫어요 (疑惑のおじいさん)        | 3월 22일       | 12월 27일       |
| 34화     | 40화 | 초능력 소동 (沈黙刑はウッスラパー)          | 4월 5일        | 1986년 1월 10일 |
| 35화     | 41화 | 미래소년 토비 (時をかけるペルシャ)          | 4월 12일       | 1월 17일        |
| 36화     | 43화 | 튤립 프러포즈 (チューリップの求婚)          | 4월 26일       | 1월 24일        |
| 37화     | 44화 | 작은 연인들 (小さな恋人たち)                | 5월 3일        | 1월 31일        |
| 38화     | 45화 | 먼나라 아프리카 (涙は春風に乗って)          | 5월 10일       | 2월 7일         |
| 39화     | 46화 | 다정한 오빠 (行かないで!学と力)             | 5월 17일       | 2월 14일        |
| 40화     | 47화 | 슬픈 공주님 (よみがえった妖精)              | 5월 24일       | 2월 21일        |
| 41화     | 48화 | 안녕, 샛별 (ペルシャが好き!)                | 5월 31일       | 2월 28일        |

한국에서 미방영 에피소드
- ようこそ脱走犯 (1984년 7월 20일)
- キスは恋のABC (7월 27일)
- 想い出はセピア色に (10월 5일)
- 変身また変身 (1985년 1월 4일)
- スクープ!結婚宣言 (2월 15일)
- ざんげ!マリア様 (3월 15일)
- 星あかりの映画館 (4월 19일)